# Mīrokābād
Mīrokābād (persiska: ميرُك آباد, ميروك آباد, ميرک آباد) är en ort i Iran.   Den ligger i provinsen Yazd, i den centrala delen av landet, 500 km sydost om huvudstaden Teheran. Mīrokābād ligger 1 494 meter över havet och antalet invånare är 571.
Terrängen runt Mīrokābād är varierad.Runt Mīrokābād är det glesbefolkat, med 8 invånare per kvadratkilometer. Närmaste större samhälle är Mahrīz, 4,6 km norr om Mīrokābād. Trakten runt Mīrokābād är ofruktbar med lite eller ingen växtlighet.